# Toni Schneiders

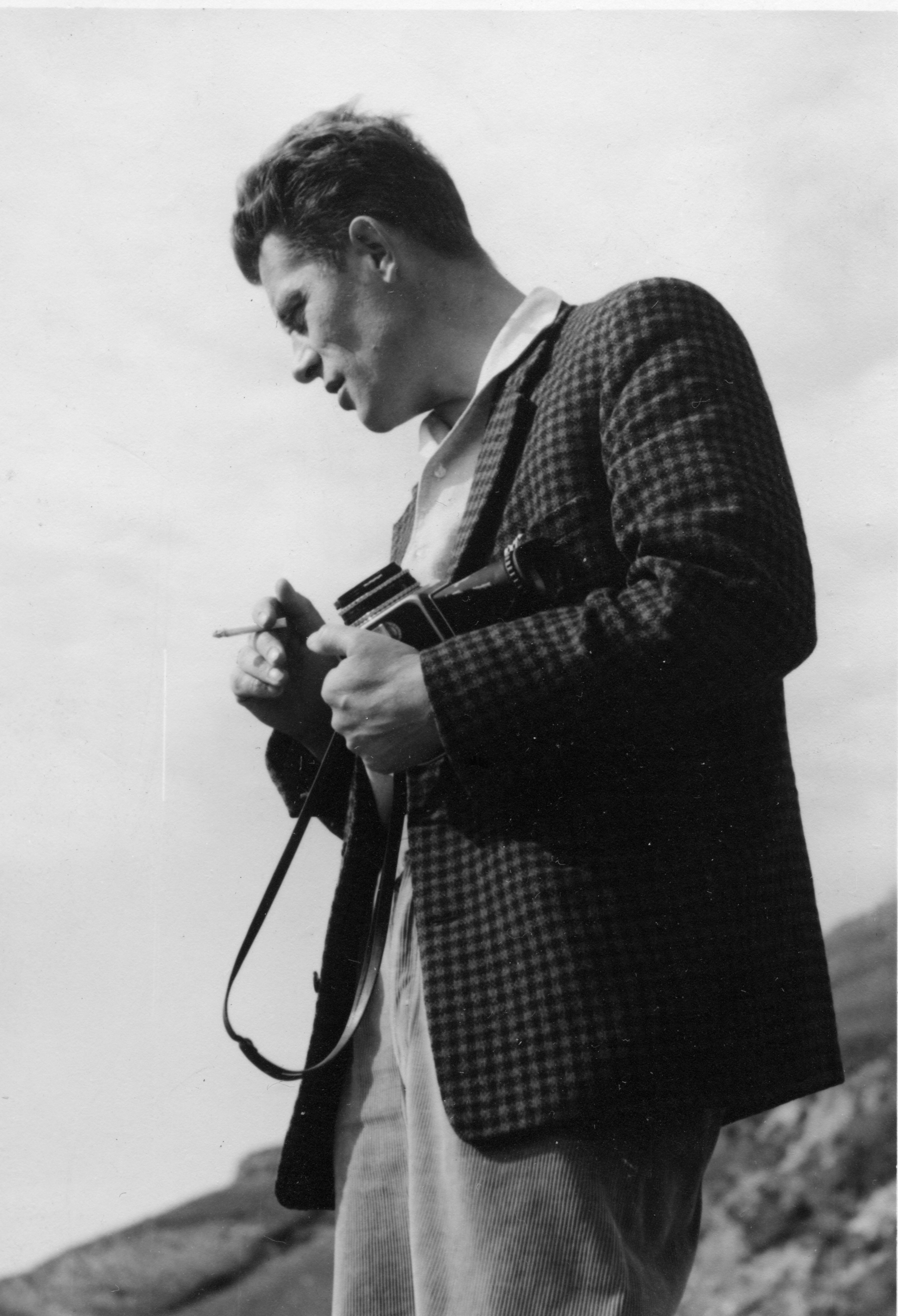
Toni Schneiders, Kreta 1958

Toni Schneiders (* 13. Mai 1920 in Urbar; † 4. August 2006 in Lindau (Bodensee)) war ein deutscher Fotograf.

## Leben und Werk
Toni Schneiders absolvierte seit 1935 eine Fotografenlehre im Koblenzer Atelier Menzel, die er am 21. April 1938 mit der Meisterprüfung abschloss.

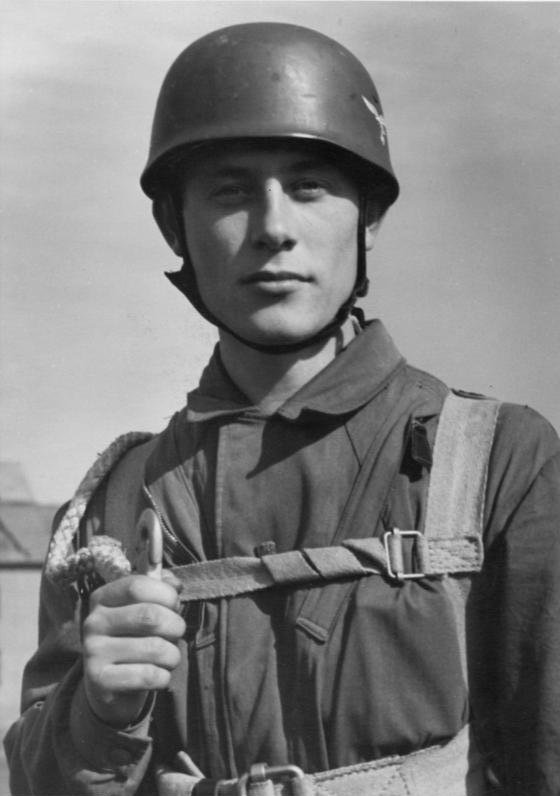
Toni Schneiders bei seiner Ausbildung zum Fallschirmjäger auf dem Truppenübungsplatz Döberitz, 1942.

Im Zweiten Weltkrieg war er als Soldat nach Ausbildung an der Bildschule in Braunschweig zunächst in der Lichtbildstelle und ab 1942 als Kriegsberichterstatter in Frankreich und Italien eingesetzt. Schneiders hatte sich freiwillig zu den Fallschirmjägern gemeldet und war dort Frontberichterstatter. Er gehörte zum Fallschirmjäger-Lehrbataillon. Der Ablauf der Aktion Unternehmen Eiche (Deckname der deutschen Befreiungsaktion für den gestürzten italienischen Diktator Benito Mussolini am 12. September 1943 im Gebirgszug Gran Sasso) wurde von Toni Schneiders fotografiert. Die Fotos wurden in der ganzen Welt veröffentlicht.
Am 18. August 1944 in Paris schwer verletzt, kehrte er nach dem Krieg nach Koblenz zurück und erstellte neben Reportagen auch Werbe- und Reisefotografien. 1946 zog er nach Meersburg, wo er 1948 ein Photostudio eröffnete. 1949 ließ sich Schneiders in Lindau als selbständiger Fotojournalist nieder, wo er nach zwischenzeitlicher Tätigkeit in Hamburg seit 1952 bis zu seinem Tod 2006 mit seiner Ehefrau Ingeborg lebte und arbeitete. Sein Archiv befindet sich in der Stiftung F. C. Gundlach in Hamburg, seine Kriegsfotografie im Bundesarchiv in Koblenz.
1949 wurde Schneiders neben Siegfried Lauterwasser, Peter Keetman, Wolfgang Reisewitz, Otto Steinert und Ludwig Windstoßer Mitbegründer der avantgardistischen Fotografengruppe fotoform. Mit ihren grafisch gestalteten Aufnahmen knüpften die fotoform-Fotografen an die fotografischen Tendenzen der 1920er und frühen 1930er Jahre an und machte auf die kreativen Möglichkeiten der Fotografie aufmerksam. Wesentlich beteiligt war Toni Schneiders auch an der Entwicklung der Subjektiven Fotografie der 1950er Jahre, die durch die von Otto Steinert zusammengestellten Ausstellungen und Publikationen internationale Bekanntheit erlangte. Bis zu dessen Tod 2005 war Schneiders in engem Austausch mit Peter Keetman. Die Aufnahmen von Toni Schneiders zeichnen sich im Vergleich zu denjenigen seiner Weggefährten durch seine einfühlsamen Bilder von Menschen im Alltag aus.
Kommerziell war Schneiders wesentlich für Verlage tätig, die fotografische Bildbände zu Städten, Ländern und Regionen publizierten. Für diese Bildbände unternahm er seit 1953 Reisen in Deutschland, Europa, Nordafrika und Südostasien. 1970 begann er den Aufbau seines Bildarchivs zur europäischen Kunst- und Kulturgeschichte.

## Ausstellungen (Auswahl)
- 2004: Fotografien 1947–2004, Städtische Galerie, Bad Saulgau (zusammen mit Helmut Hirler)
- 2004: Ein Klassiker der deutschen Fotografie, Museen Regensburg
- 2006: Toni Schneiders: Fotografie, Landesmuseum Koblenz
- 2006: Toni Schneiders: Fotografie, Städtisches Kunstmuseum Singen
- 2007: Photographien, Galerie Bernheimer, München,
- 2008: Toni Schneiders: Fotografie, Museum Bad Arolsen, Stadtmuseum Münster, Städtische Galerie im Fruchtkasten Ochsenhausen.
- 2013: Tony Schneiders: Fotografie, Opelvillen, Rüsselsheim
- 2020: Schaut her! Toni Schneiders, Kunstfoyer der Versicherungskammer Bayern, München

## Veröffentlichungen (Auswahl)
Es sind mehr als 100 Bildbände erschienen, die vollständig oder teilweise mit Aufnahmen von Toni Schneiders illustriert sind.
- Lindau am Bodensee, Jan Thorbecke Verlag, Lindau 1950
- Meersburg, Jan Thorbecke Verlag, Lindau 1953 (gemeinsam mit Siegfried Lauterwasser)
- Dänemark, Hanns Reich Verlag, München 1957
- Äthiopien, Hanns Reich Verlag, München 1958
- Sardinien, Fretz & Wasmuth, Zürich 1958